# Rhaphidophora glauca
Rhaphidophora glauca — вид квіткових рослин із родини Araceae, роду Rhaphidophora. Ця ліана, рідним ареалом цього виду є Індія, Бангладеш, Лаос, М'янма, Непал, Таїланд, Тибет, В'єтнам. Листки великі глянцеві серцеподібні. Квіти малі білі й ароматні. Насіння дрібне, чорне, округле.

## Екологія
Населяє гірські широколистяні ліси, дерева.

## Опис
Це ліани до 10 метрів, але часто менші, від тонких до досить міцних. Стебла 7–25 мм у діаметрі, в поперечному розрізі круглі; лазячі стебла з подовженими міжвузлями, що вкорінюються; є вільні бічні стебла, що утворюють складну серію гілок, які з часом висять під власною вагою. Листки розкидані, з 1 листям на кожному вузлі, за винятком проксимальної частини гілки, де перші кілька вузлів мають профіль і 1 або більше катафілів замість листя; листкова ніжка 9–33 см, неглибоко жолобувата; листова пластинка абаксіально (верх) від блідо- до разюче сизувато-зелена, адаксіально тьмяно-зелена, яйцювата в контурі, ± симетрична, 11.5–42 × 7.5–24 см, основа усічена, косо або неглибоко серцеподібна, верхівка загострена, іноді перисто-роздільна чи перисто-розсічена залежно від ступеня зрілості; пір'я по 2–5(8) з кожного боку. Суцвіття прямовисні, поодинокі, виникають на кінчиках вільних бічних гілок; квітконос розлогий, верхівкова частина вигнута, 10–25 см. Обгортка широка, блідо-сизувато-зелена в бруньці, блідо-жовта, воскоподібна, видовжено-яйцеподібна, 4.5–8.5 × 0.8–1.3 см, верхівка загострена. Початок сидячий тьмяно-кремового кольору, циліндричний, 4.5–8.5 см, 0.8–1.3 см у діаметрі в найширшому місці основа злегка звужена, верхівка зрізано-закруглена. Тичинок 4 на квітку. Плід 12–15 × 3–3.5 см у дозрілому стані. Насіння численне в зав'язі, вузько-еліпсоподібне, 1.5–2 × ≈ 1 мм.

## Використання
Rhaphidophora glauca використовується як декоративна рослина в садах і кімнатних умовах. Він також використовується для зменшення забруднення повітря в приміщенні та покращення якості повітря.